# 陈艺萱
陈艺萱（1985年11月6日—），汉族，出生于浙江省台州市，青年古筝家。国韵天骄艺术中心创始人兼校长，中央音乐学院奥尔夫中级教师，世界文化艺术交流协会常务理事长，国际古筝协会理事，中国民族器乐学会理事，标准中国形象大使。近两年来活跃在中国官方电视台荧幕上，曾接受中央电视台、中央人民广播电台、中国国际广播电台、美国NBC、英国BBC、日本NHK、凤凰卫视、东方卫视、新京报、联合早报、新民晚报、文汇报、青年报、解放日报、南方都市报、潇湘晨报等采访与报道，多次为中国党和国家领导人及外国嘉宾演出。现居北京。

## 求学
陈艺萱出生在风景秀丽的浙江省台州市的一个普通家庭，外公、姨夫和表哥都能拉得一手很好的二胡，还能吹奏悦耳的竹笛，父母也喜欢音乐。艺萱是在这样的音乐环境中熏陶中长大的。不知道是遗传还是后天熏陶，艺萱在两三岁的时候就知道跟着音乐打拍子，更难得的是她有良好的节奏感，能把每个节奏点打的准确无误。在得到几位音乐老师对艺萱音乐天赋的首肯后，艺萱父母决定把女儿培养成艺术人才，6岁那年艺萱开始正式学习音乐，先后学习了电子琴、钢琴、声乐和古筝，最后几经思量陈艺萱确定了学古筝。

陈艺萱凭着出色的专业课成绩，考入北京中央音乐学院。此时的她深深热爱古筝艺术，在专业学习中刻苦努力争上游。因为技艺高，人品好。从那时起就有人跟她学琴，这段非同寻常的经历，也为她后来创办“国韵天骄艺术中心”教琴育儿奠定了基础。

陈艺萱是中央音乐学院著名古筝演奏家、教育家袁莎教授弟子，同时跟随著名歌唱家、教育家李元华、马庆华教授学习声乐及国际资深音乐教育专家冯向青、管慧丹、陈哓娴老师学习奥尔夫、柯达伊、铃木教学法，担任中国发展和改革委员会老干部大学古筝教师，多次受邀担任社会艺术大赛的评委。

## 教学
毕业以来一直潜心研究古筝演奏和教学研讨工作，培养音乐艺术人才上千人，在教学风格中细致、亲切、能根据不同的学生因材施教，从而形成了自己鲜明的演奏特点和教学特色，所带的学生基本功扎实、规范、在各种大赛中摘金夺银，为专业院校输送了不少艺术人才，多次成功举办师生音乐会，所教学生考级率100%，受到了筝界前辈和专家领导的一致好评并被称为艺术教育的新秀。

## 演出
2006年在华夏艺术风采国际交流选拔大赛中，荣获青年组器乐演奏“弹拨类”古筝金奖；
2007年8月参加“中国心，奥运情”第29届奥运会倒计时一周年大型长城民族器乐演奏会；
2007年年底参加中央电视台举办的“雅士利杯”首届民族器乐电视大赛启动仪式，并在比赛中获优秀奖；同年又参加了第二届中国（北京）国际文化创意产业博览会；
2008年5月在“天艺之声”2008第三届“天下筝会”暨中国古筝奥运助威团北京大型演奏会活动中被授予全国“优秀园丁奖”。
2008年7月荣获第三届海峡两岸四地青少年艺术节古筝大赛专业青年组金奖。
2009年正月十五参加了CCTV元宵晚会、中国财富网颁奖盛典。
2009年2月参加了中华慈善总会慈善中华行大型晚会。
2009年7月，参加中国女性成功论坛之年度十大慈善人物颁奖晚会。
2009年8月，荣获国际星青少年艺术盛典古筝青年组特等金奖、最佳优秀辅导教师奖及北京赛区最佳组织奖；
2009年9月在“天艺之声”国乐盛典中华行北京艺术展演活动中，荣获优秀指导教师称号。
2009年年底参加了北京台跨年元旦晚会。
2010年初参加了CCTV青岛百名影星贺新春晚会。
2010年10月参加了学习型中国大型慈善拍卖晚宴。
2010年11月随中华儒商会赴泰国交流并参加了中泰建交35周年庆典晚宴。
2010年12月参加了亚洲财富论坛慈善晚宴。
2011年3月参加爱在鸟巢公益慈善晚宴，并在晚宴中为灾区孩子捐了数十件民族乐器。         
2011年年底参加了清华大学欢迎马来西亚领导人的新年晚宴。

## 主要作品
《女儿情》《映山红》 《忐忑》 《梁祝》《小河汤水》《牧羊曲》 《渴望》《枉凝眉》《天路》《青藏高原》《风雨桥》《高山流水》《战台风》《彝族舞曲》《茉莉芬芳》《雪山春晓》《林冲夜奔》《月儿高》《幸福渠水到俺村》《将军令》《云裳诉》《乡韵》《临安遗恨》等